# スタンリー・ボッグス
スタンリー・ハーディング・ボッグス（Stanley Harding Boggs、1914年8月8日 - 1991年12月30日）は、アメリカ人の考古学者。調査で訪れたエルサルバドルで現地人女性と結婚し、帰化。長らく同国の考古学の発展に貢献した。

## 経歴
インディアナ州ウォーソーで大農場を営む両親の間に生まれ、1935年にノースウェスタン大学を卒業した後、1936年にアリゾナ大学で人類学の修士号を取得。1937年から1940年までハーバード大学の大学院に在籍し、合衆国各地やハイチ北部で考古学調査の経験を積んだ。1939年にジョン・ロングイヤー率いるカーネギー研究所のコパンプロジェクトに加わると、1940年に同研究所のアルフレッド・V・キダーの推薦によりジョン・ディミックが率いるサン・アンドレス遺跡発掘の現場責任者として初めてエルサルバドルを訪れる。その後はロングイヤーのアシスタントとして、1942年までタスマルを初めとするエルサルバドルでの発掘・測量プロジェクトに従事した。
1942年11月にエルサルバドル人のイネス・サグレラ・ロサレスと結婚すると、1943年から1945年までエルサルバドル政府の支援によりタスマルの調査を継続するなど、次第に国立博物館や政府の事業に参加するようになっていった。1946年から1947年にかけて、妻とともにグアテマラのサクレウ遺跡の発掘に参加する。1948年にカーネギー研究所の所属を離れると、エルサルバドルに戻り大衆文化省の考古学発掘部長の職に就いた。また、1948年から1950年にかけて再びタスマルの発掘調査を指揮し、ボッグスの助言のもとタスマルに新しい博物館が建設された。しかし、1954年に役人の不当な告発によりエルサルバドルを逃れ、アメリカに帰国する羽目になった。
1963年に妻が死去すると娘を連れてエルサルバドルに戻り、1968年までエルサルバドル大学で考古学部長として教鞭をとった。1965年に国立博物館の考古学部長に就任すると、加えて後年には政府の文化遺産局長も兼任した。1988年に眼病で引退するまでそれらの職にあり、その後1991年に亡くなるまで国立博物館の顧問を務めた。